# Eli Reed (Fotograf)
Eli Reed (* 4. August 1946 in Linden, New Jersey) ist ein US-amerikanischer Fotograf und Mitglied der Agentur Magnum Photos. Der Fotojournalist trat zugleich als Dokumentarfilmer und Hochschullehrer hervor.

## Leben und Werk
Reed studierte Grafik und Illustration an der Newark School of Fine and Industrial Arts, machte 1969 sein Examen.
1982/83 wurde er Nieman Fellow an der Kennedy School of Government, die zur Harvard University gehört.
Er begann 1970 als freiberuflicher Fotojournalist. Seine Arbeiten über Mittelamerika brachten ihm 1982 die Nominatur für die Agentur Magnum, 1988 wurde er Vollmitglied.
Während eines langen Aufenthalts in Beirut 1983–87 schuf er eine fotoessayistische Langzeitstudie, die unter dem Titel Beirut, City of Regrets als Buch erschien und sehr viel Erfolg einbrachte. Er dokumentierte die Vertreibung von Baby Doc Duvalier aus Haiti (1986), die Intervention der US-Truppen in Panama (1989) und die „ummauerte Stadt“ von Hongkong. Über die Armen und Obdachlosen in den USA veröffentlichte er 1987 Homeless in America. Seine fortwährende Dokumentation der Lage der Afro-Amerikaner in den USA war ebenfalls eine herausragende Leistung. Das resultierende Buch Black in America überspannt den Zeitraum von den 1970ern bis gegen Ende der 1990er. Es zeigt Aufnahmen von den Crown Heights Unruhen im Brooklyner Stadtteil Crown Heights ebenso wie den Million Man March 1995 in Washington, D.C.
Reed interessierte sich so für das Thema Kinderarmut in den Industrieländern im eigenen Land, dass er 1988 einen Dokumentarfilm drehte: America's children: Poorest in the Land of Plenty. Die erläuternden Texte steuerte Maya Angelou bei. Er arbeitete in den Folgejahren häufiger als Fotograf für die großen Filmgesellschaften. Sein in Videotechnik gedrehter Dokumentarfilm Getting Out lief 1993 beim New York Film Festival und wurde 1996 ausgezeichnet von der Black Film-makers Hall of Fame International Film and Video Competition in der Sparte Dokumentarfilm. Für diesen für Tokyo TV produzierten Film führte Reed auch die Regie.
Reed war Dozent am New Yorker International Center of Photography und Hochschullehrer an den Universitäten Columbia University, New York University und Harvard University. Gegenwärtig ist er Professor für Fotojournalismus an der University of Texas in Austin.

## Auszeichnungen
- 1996: Black Film-makers Hall of Fame International Film and Video Competition Preis in der Sparte Dokumentarfilm
- 1992: W.-Eugene-Smith-Preis for Humanistic Photography
- 1992: Kodak World Image Award for Fine Art Photography
- 1988: World Press Photo Award
- 1988: Leica Medal of Excellence
- 1983: Nikon World Understanding Award
- 1983: Overseas Press Club Award
- 1982: Nieman Fellowship der Harvard University
- 1981: Mark Twain Associated Press Award
- 1981: Pulitzer-Preis (runner-up)

## Bildbände
- Local Heroes Changing America, W. W. Norton & Company, USA 2000
- Black in America, W. W. Norton & Company, USA 1997
- Poetic Justice: Film Making South Central Style, Delta, USA 1993
- Beirut: City of Regrets, W. W. Norton & Company, USA 1988
- Homeless in America, 1987